# ダブルトリック/謎のアリバイを追え!
『ダブルトリック/謎のアリバイを追え!』（The Killing Time）は1987年のアメリカ映画。
キーファー・サザーランド主演のサスペンスミステリー。

## ストーリー
殺人犯のある男は、殺した男の身分証を使い、ブライアンと名乗り、サンタ・アルバの副保安官に就く。
一方、町の保安官カールは、自分の後任に副保安官のサムを推薦しようと考えていた。
ところがサムは、元恋人のローラが暴力的な夫を殺そうとしていることを知る。
そこでサムは、ローラの夫ジェイクを殺害し、その犯人をブライアンに仕立てあげようと秘かに計画する。
ところが計画を事前に知ったブライアンは、先にジェイクを殺害し、逆にサムを犯人に仕立てあげてしまう。

## キャスト
- ブライアン・マース：キーファー・サザーランド
- サム・ウェイバーン：ボー・ブリッジス
- カール・カニングハム：ジョー・ドン・ベイカー
- ジェイク・ウィンスロウ：ウェイン・ロジャース
- ローラ：キャミリア・キャス

## リリース
日本では、ポニーキャニオンよりビデオが販売されている。DVDは未発売（2015年1月現在）。